# بودادب داسگوپتا
بودادب داسگوپتا (انگلیسی: Buddhadeb Dasgupta؛ زادهٔ ۱۱ فوریهٔ ۱۹۴۴) کارگردان، فیلم‌نامه‌نویس، تهیه‌کننده و مستندساز اهل هند است. وی برنده جایزه ملی فیلم بهترین کارگردانی شده‌است.